# توكي هولست
توكي هولست (بالدنماركية: Toke Holst)‏ مواليد 1 ديسمبر 1981، هو لاعب كرة يد دانمركي يلعب كظهير أيسر. يلعب حاليا مع نادي آرهوس لكرة اليد في الدوري الدنماركي لكرة اليد ويحمل الرقم 8.